# Stronger (브리트니 스피어스의 노래)
"Stronger"는 미국의 가수 브리트니 스피어스의 노래이자 두 번째 정규 음반인 Oops!... I Did It Again의 세 번째 싱글이다. 2000년 11월 13일 발매되었다.